# Avro 536
Die Avro 536 war ein einmotoriges Doppeldecker-Flugzeug des britischen Herstellers Avro, ausgelegt für den Kurzstreckenbetrieb. Die letzte Maschine erhielt eine geschlossene Kabine und wurde als Avro 546 bezeichnet.

## Geschichte
Nach dem Ersten Weltkrieg entstand in England in kürzester Zeit ein gesteigertes Interesse an Vergnügungsflügen. So entwickelte man bei Avro ein Flugzeug mit Platz für vier Passagiere und einen Piloten, für das eigens dafür gegründete Tochterunternehmen Avro Transport Company.
Basis des Entwurfs war die überaus erfolgreiche Avro 504. Man verwendete den Grundentwurf dieser Maschine, auf Grund der höheren Nutzlast wurden die Tragflächen verlängert, und man verwendete ein stärkeres Triebwerk für den notwendigen Startschub, einen Bentley-B.R.1-Motor mit 152 PS (111,8 kW). Vier Passagiere fanden in zwei Doppelsitzen hinter dem Piloten Platz.
Der Avro 536-Prototyp  startete im April 1919 zum Erstflug in Hamble, bereits am Monatsende wurden mit dieser Maschine die ersten Fluggäste befördert, einer der ersten war am 29. April der britische Lordkanzler.
Es folgte zunächst der Bau von sieben Maschinen in Hamble, die an die Vertretungen der Avro Transport Company im Süden des Landes verteilt wurden. Kurz darauf folgte ein weiteres Kontingent von zwölf Flugzeugen, die in Manchester produziert worden waren, davon nahmen jedoch nur sieben Maschinen ihren Dienst in Blackpool auf, wo die Nachfrage nach den Vergnügungsflügen so groß war, dass drei Piloten am ersten Tag des Einsatzes etwa 500 Fluggäste zu befördern hatten.
Die drei ersten Serienmaschinen hatten Probleme mit dem Drehmoment des starken Bentley-Motors; daher wurden die nachfolgenden Exemplare mit dem großen Seitenleitwerk der 504 ausgestattet.
Als die Avro Transport Company im Jahre 1920 die Vergnügungsflüge einstellte, erwarben einige der dort bisher beschäftigten Piloten eine 536, um sich mit ihrer alten Tätigkeit und dem bewährten Flugzeug selbständig zu machen.
1923 und 1925 wurden die nicht verwendeten Maschinen an die Berkshire Aviation Tours Ltd. und an die Surrey Flying Services Ltd. verkauft und ersetzten dort die mittlerweile veralteten 504.
Die Surrey ersetzte die Bentley-Motoren durch etwas schwächere Clerget-Triebwerke, so konnten die Seitenleitwerke wieder verkleinert werden. Zwischen 1926 und 1927 baute die "Surrey" vier Maschinen nach dem Muster der 536 – über diese Flugzeuge sind jedoch keinerlei nähere Informationen verfügbar. Eine dieser Maschinen war 1927 noch für Vergnügungsflüge am Strand von Jersey und 1928 als Maschine für Luftakrobatik in Dienst.

## Varianten
Der Prototyp wurde später mit zwei Schwimmern ausgestattet und als Wasserflugzeug für Vergnügungsflüge auf der Isle of Wight eingesetzt.
Die vorletzte Serienmaschine wurde als Zweisitzer mit einem besonders großen Tank umgebaut; sie diente Avro als Versuchsträger für ein Langstreckenwettbewerbsflugzeug.
Die letzte Maschine erhielt eine geschlossene Kabine für drei Passagiere (vergleichbar mit der Avro 504M) und wurde als Avro 546 bezeichnet, wurde aber nur für wenige Flüge in den Jahren 1919 und 1920 verwendet.

## Technische Daten
| Kenngröße                   | Daten |
| --------------------------- | --- |
| Besatzung                   | - 1 Pilot, 4 Passagiere; - ein Exemplar: 1 Pilot, 1 Passagier; - Avro 546: 1 Pilot, 3 Passagiere                                                 |
| Länge                       | 9,07 m |
| Spannweite                  | 11,20 m |
| Höhe                        | 3,28 m |
| Flügelfläche                | 31,13 m² |
| Leermasse                   | 649 kg |
| max. Startmasse vollgetankt | 1010 kg |
| Antrieb                     | - ein Bentley B.R.1-Motor mit einer Leistung von 111,86 kW (152,08 PS) - alternativ ein Clerget-Motor mit einer Leistung von 96,94 kW (131,8 PS) |
| Höchstgeschwindigkeit       | 145 km/h |
| Reisegeschwindigkeit        | 113 km/h |
| Steigrate                   | 168 m/min |
| Gipfelhöhe                  | 3660 m |
| Reichweite                  | ca. 300 km |

(Die obigen Daten gelten nicht für die Version als Wasserflugzeug).